# Паращинець Юрій
Паращинець Юрій (*1942, Ремети) — український поет-пісняр.

## З біографії
Народився 1942 у селі Ремети Мараморського повіту. Закінчив Клузьку консерваторію. Працює викладачем у місті Бая-Маре (Румунія).

## Творчий доробок
Автор оригінальних пісень.
Окремі видання:
- Паращинець Ю. Із чистих джерел народної пісні // Обрії / Упоряд. М. Михайлюк. — Бухарест: Критеріон, 1985. — С. 200–209.